# Christie Pearce
Christie Patricia Pearce, anteriormente Christie Patricia Rampone, (Fort Lauderdale, 24 de junho de 1975), é uma ex-futebolista estadunidense que atuava como zagueira do Sky Blue FC e da Seleção Norte-Americana de Futebol Feminino.

## Carreira
Christie Rampone iniciou jogando futebol na universidade, na Monmouth University. Faz a sua estreia na equipe nacional em 1997. Em 2000, ajudou os Estados Unidos a conquistar a prata nas Olimpíadas. Nas Olimpíadas de 2004, ela ganhou ouro com os Estados Unidos, no que seria o último jogo para algumas dos seus colegas, incluindo Mia Hamm.
Ela representou os Estados Unidos nas Copas do Mundo de 1999 (desta competição sagrou-se campeã), 2003, 2007 e 2011 e nos Jogos Olímpicos de Sydney 2000, Atenas 2004 e Pequim 2008, conquistando a medalha de ouro nas duas últimas participações.